# Damian Stachowiak
Damian Stachowiak (ur. 29 kwietnia 1986 w Bydgoszczy) – polski żużlowiec.

## Życiorys
Jest wychowankiem Apatora Toruń. Początkowo trenował w Polonii Bydgoszcz pod okiem Zdzisława Ruteckiego. Następnie przeszedł do Torunia, gdzie w 2002 zdobył certyfikat żużlowy pod opieką Jana Ząbika.
W pierwszych dwóch sezonach nie występował regularnie. W najważniejszych zawodach młodzieżowych rozgrywanych na torach żużlowych, w finale MDMP (Młodzieżowe Drużynowe Mistrzostwa Polski) w 2005 roku, zdobył 2 punkty które dawały mistrzostwo torunianom.

## Życie prywatne
Kuzyn Mikołaja Curyły, również żużlowca.